# Rezerwat przyrody Gawroniec
Gawroniec – rezerwat przyrody o powierzchni 23,69 ha, położony w północnej części Żywieckiego Parku Krajobrazowego (gmina Świnna). Obejmuje on tereny położone na wysokości 375–575 m n.p.m. na północno-wschodnich zboczach Gawrańca, opadających stromo w kierunku rzeki Koszarawy. Został utworzony w 1995 roku, posiada status rezerwatu częściowego, leśnego.
Celem utworzenia była ochrona naturalnego lasu liściastego – żyznej buczyny karpackiej w postaci śląsko-żywieckiej. Ponadstuletni drzewostan osiąga tu zwarcie 80–100%. Tworzy go głównie buk ze znacznym udziałem jodły. Wysokość drzew często przekracza 30 m, a średnica niektórych buków w pierśnicy przekracza 100 cm. Bardzo zróżnicowaną pod względem zwarcia (5–70%) warstwę krzewów tworzy głównie podrost drzew oraz leszczyna.
Bujne runo, w którym występuje szereg rzadkich roślin zielnych, ze względu na zmienność siedlisk różnicuje buczynę na dwa podzespoły: buczynę karpacką w podzespole typowym oraz w podzespole z miesiącznicą trwałą (Lunaria rediviva).
Podzespół typowy (Dentario glandulosae-Fagetum typicum) występuje na mniej stromych stanowiskach, o podłożu miernie wilgotnym. W runie licznie rosną żywiec dziewięciolistny, żywiec gruczołowaty, kokorycz pusta, rzeżucha trójlistkowa, gajowiec żółty i paproć narecznica samcza. Ponadto występuje tu kopytnik pospolity.
Podzespół z miesięcznicą trwałą (Dentario glandulosae-Fagetum lunarietosum) porasta bardziej strome, czasem urwiste zbocza o nachyleniu przekraczającym nawet 50°, pokryte glebami żyznymi, wilgotnymi i silnie szkieletowymi. Charakteryzuje się on dwuwarstwowym runem, którego górną warstwę tworzy głównie miesiącznica trwała, natomiast w niższej przeważają oba gatunki żywca i szczyr trwały.
We wschodniej części rezerwatu, u podnóża skarpy, ciągnie się wąski pas nadrzecznej olszyny górskiej. Drzewostan o zwarciu sięgającym 80% tworzy tu olsza szara z niewielką domieszką jaworu. W podszyciu o niewielkim zwarciu (20%) oprócz podrostu drzew występuje bez czarny. W runie dominuje lepiężnik wyłysiały, a poza tym występują czyściec leśny, podagrycznik pospolity, szałwia lepka, świerząbek orzęsiony i tojeść gajowa. Z rzadkich gatunków należy wymienić występowanie parzydła leśnego.
Rezerwat jest miejscem bytowania licznych ssaków: sarny (Capreolus capreolus), jelenia europejskiego (Cervus elaphus), dzika (Sus scrofa), lisa (Vulpes vulpes), kuny leśnej (Martes martes). Sporadycznie pojawia się też ryś (Lynx lynx).
Gospodarzem rezerwatu jest leśnictwo Kiełbasów (Nadleśnictwo Jeleśnia). Rezerwat nie posiada planu ochrony; na mocy ustanowionych w marcu 2014 roku na okres 5 lat zadań ochronnych jego obszar podlegał ochronie ścisłej.